# Felix J. Mohr

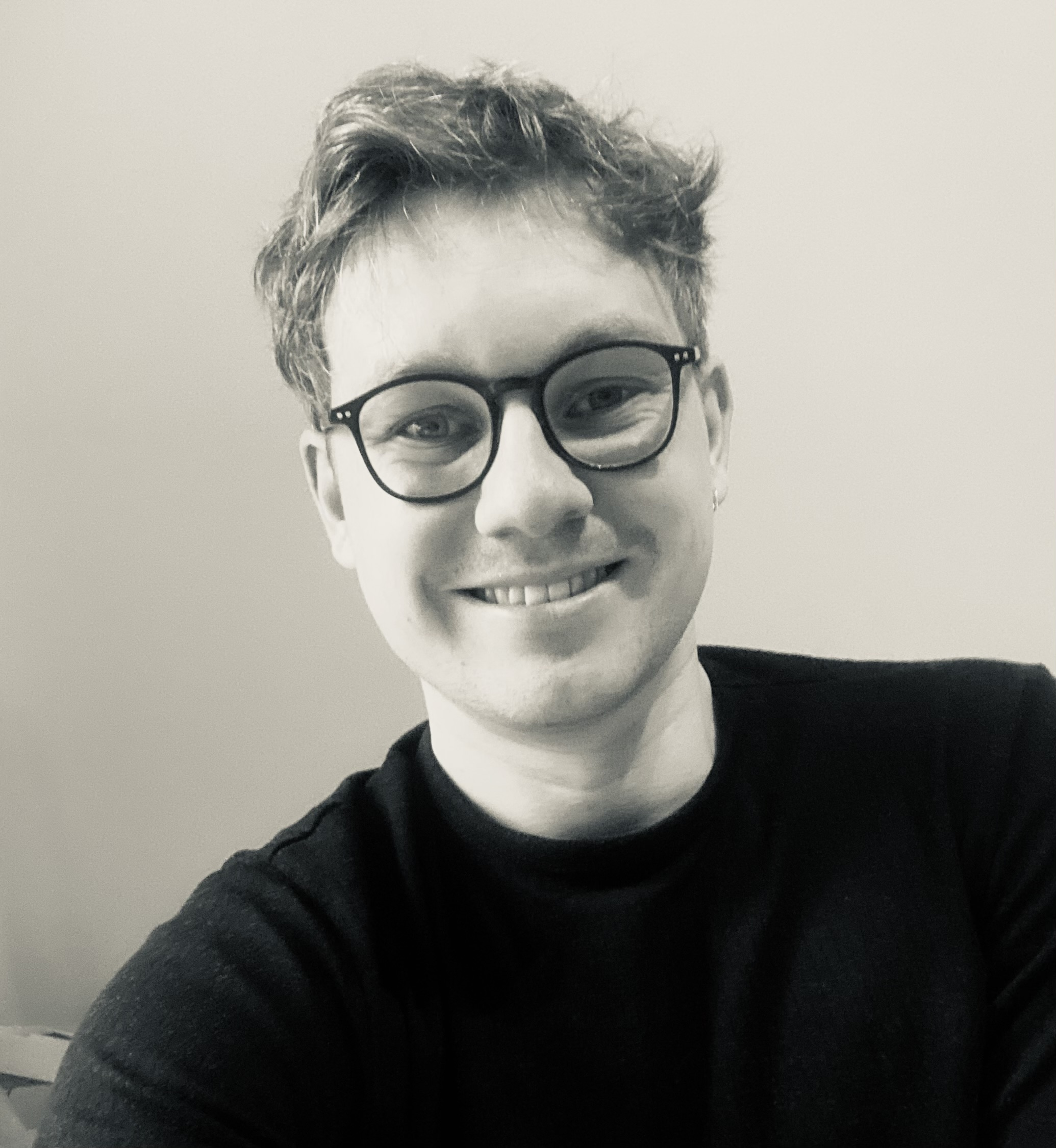
Felix J. Mohr (2025)

Felix Johannes Mohr (* 14. September 1996 in Buchholz in der Nordheide) ist ein deutscher Dramatiker, Dramaturg und Theaterregisseur.

## Leben und Werk
Felix J. Mohr studierte Kulturwissenschaften und ästhetische Praxis, Musical-Schauspiel und Theaterwissenschaft an der Stiftung Universität Hildesheim, der Escuela Superior de Arte Dramático de Málaga und der Freien Universität Berlin. Während des Studiums entstanden erste eigene Theaterstücke und Regiearbeiten wie die Kriminalkomödie Wassermelonen für Napoleon und der Berliner Audiowalk Reclaim the Streets, der 2021 Teil des Performing Arts Festival Berlin war. Letzteren schrieb er zusammen mit dem Theaterregisseur Marius Zoschke und der Dramaturgin Marie Pooth. Verschiedene Regiehospitanzen und -assistenzen führten ihn unter anderem an die Hamburger Kammerspiele, das Staatstheater Braunschweig, das Theater für Niedersachsen, das Wolfgang Borchert Theater und das Theater Münster.
Seit 2021 wird seine Kriminalkomödie Zur dicken Wachtel oder Wie man Männer mordet in verschiedenen Theaterhäusern in Deutschland und Österreich aufgeführt. Im Oktober 2022 hatte sein Präventionskrimi Leg einfach auf!, der gemeinsam mit Tanja Weidner auf der Grundlage von Protokollen des Betrugsdezernats der Polizei Münster entstand, am Wolfgang Borchert Theater in Münster seine Premiere. Zur selben Zeit führte er bei der Erstaufführung von Rudi Gauls Theaterstück Das Hotelzimmer am Kammertheater Der Kleine Bühnenboden Regie. Im Dezember 2022 war er für die Wiederaufnahme des Familienkonzerts Die Weihnachtsmannmaschine. Eine musikalische „Pettersson-und-Findus“-Geschichte an der Kölner Philharmonie zuständig. Anschließend arbeitete er als Show Manager an Bord des Kreuzfahrtschiffs AIDAluna. Seit November 2023 ist er Dramaturg und Pressereferent am Landestheater Dinkelsbühl. Im Juli 2025 wurde dort seine Musikrevue UDO! - Im Bademantel um die Welt uraufgeführt.
Felix J. Mohr ist Gründungsmitglied, Headautor und Regisseur der freien Berliner Theatergruppe Die Fruchtfliegen.

## Privates
Felix J. Mohr ist seit seiner Kindheit passionierter Hobby-Paläontologe.

## Dramatische Werke
- Wassermelonen für Napoleon (2018; adspecta Theaterverlag)
- Zur dicken Wachtel oder Wie man Männer mordet (2021; Plausus Theaterverlag GmbH & Co. KG)
- Leg einfach auf! (2022; gemeinsam mit Tanja Weidner; Auftragswerk für das Wolfgang Borchert Theater)[16]
- UDO! - Im Bademantel um die Welt (2025; Auftragswerk für das Landestheater Dinkelsbühl)[17]
- Rollen-Roulette (2025; gemeinsam mit Michael Przewodnik; Plausus Theaterverlag GmbH & Co. KG)[18]

## Publikationen
- Fundortbericht: „Hailights“ aus Vosseslag (De Haan): Auf der Suche nach Haizähnen an der belgischen Küste. In: DER STEINKERN – Heft 59 (Ausgabe 4/2024).[19]
- Theater muss wie Fußball sein! - 24 Jahre Theater in Dinkelsbühl unter der Intendanz von Peter Cahn - Ein Rückblick. (2025; gemeinsam mit Juliane Abt)[20]
- Die Sauriermuseen der Schweiz – Auf Kurztrip ins Mesozoikum (2025; Erlebnisbericht auf steinkern.de)[21]

## Inszenierungen
- 2017: Leere Stühle – Eine Revolution, Burgtheater, Hildesheim (Kollektivarbeit)
- 2018: Wassermelonen für Napoleon, Studiobühne 2, Hildesheim
- 2021: Zur dicken Wachtel oder Wie man Männer mordet, Theater im Kino, Berlin
- 2022: Das Hotelzimmer von Rudi Gaul, Der Kleine Bühnenboden, Münster
- 2023: Wassermelonen für Napoleon, Theater im Kino, Berlin (Co-Regie: Ivonne Schwarz)